# Douglas William Jerrold
Douglas William Jerrold (* 3. Januar 1803 in London; † 8. Juni 1857 ebenda), Pseudonym Barnabas Whitefeather, war ein englischer Dramatiker und Erzähler.

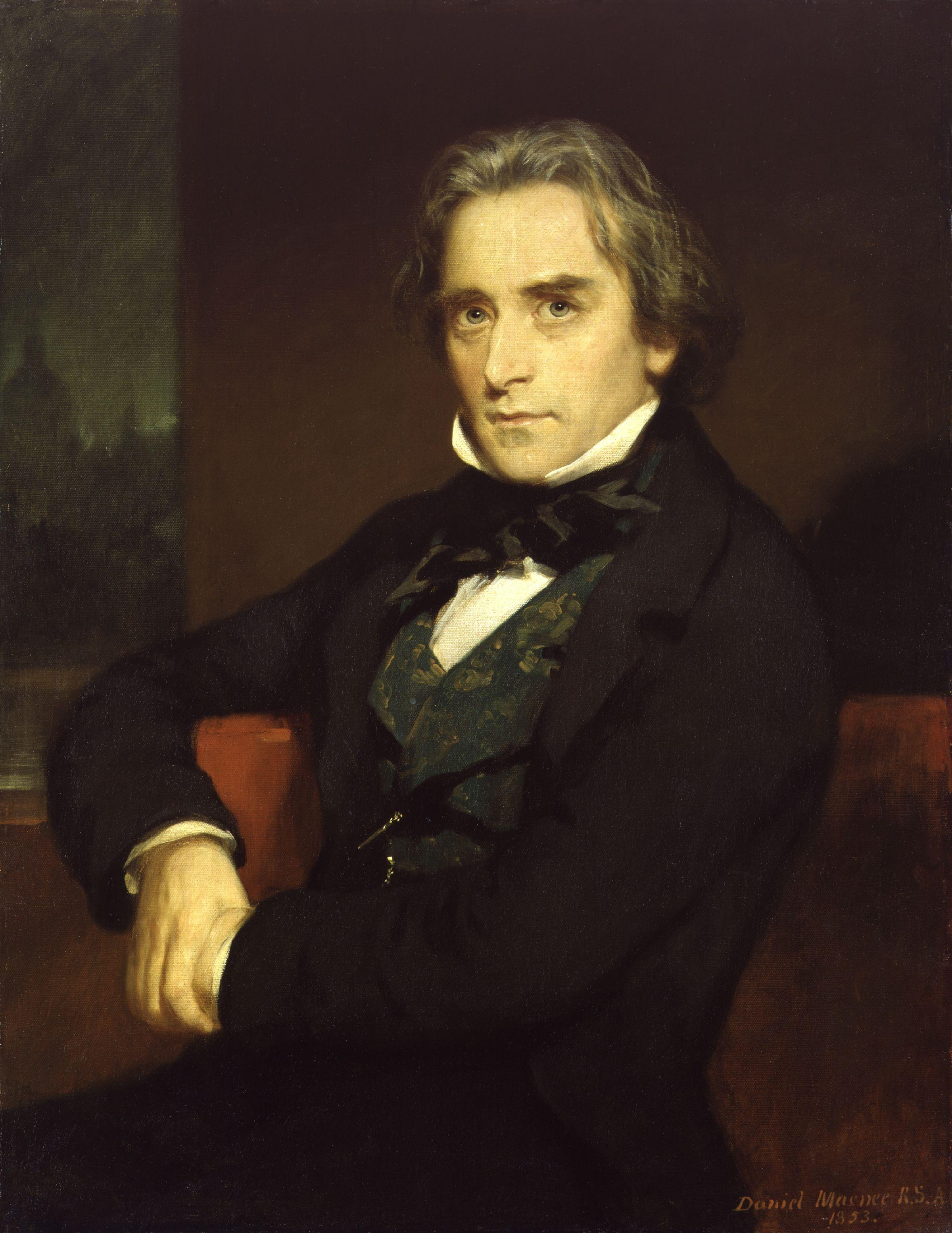
Douglas William Jerrold, Daniel Macnee, 1853

## Leben
Im deutschsprachigen Raum ist der Autor trotz seines umfangreichen Gesamtwerkes fast ausschließlich mit Madame Kaudels Gardinenpredigten (1846) bekannt geworden, die Friedrich Gerstäcker mit Titeln wie Als ich einmal im Wirtshaus hängen blieb, Madame Kaudel spielt darauf an, wie angenehm ich leben würde, wenn "ihre gute Mutter" bei uns wohnte oder Als Madame Kaudel glaubte, daß es sich gehörte, ihren - pardon - unseren Hochzeitstag zu feiern kongenial ins Deutsche übertragen hatte.
Zu den in seiner Heimat erfolgreichsten Werken gehören daneben, obwohl kaum aufgeführt, die dramatischen Werke Black-eyed Susan (1829), The Rent Day (1832) und sein historisches Spiel über Thomas à Becket – auch die kurzen Sketche der Sammlung Men of Character (1838) fanden große Beachtung, wie die beiden Bücher mit Sketchen Cakes and Ale (1842) und die Erzählungen The Story of a Feather (1844), The Chronicles of Clovernook (1846), A Man made of Money (1849) und St Giles and St James (1851).
Neben Mrs Caudle's Curtain Lectures schuf Jerrold mit Punch's Letters to his Son (1843) noch einen weiteren Klassiker der satirischen kurzen Form.

## Werke
- Black-Eyed Susan (1829) Theaterstück / Melodrama
- The Rent Day (1832) Theaterstück / Melodrama
- Men of Character (1838)
- Cakes and Ale (2 vols., 1842), Eine Sammlung kurzer Schriften und skurriler Geschichten
- The Story of a Feather (1844), Roman
- The Chronicles of Clovernook (1846), Roman
- A Man made of Money (1849), Roman
- St Giles and St James (1851), Roman
- Punch's Complete Letter-writer (1845)
- Mrs. Caudle's curtain lectures (1846)
- Cakes and Ale. The writings of Douglas Jerrold. Collected ed. Publisher: Bradbury and Evans, London 1852
- Douglas Jerrold's shilling magazine. Volume V, January – June.  Publisher : The Punch office London, 1847
- Veröffentlichungen von und über Jerrold William Douglas im Internet Archive

### Diskografie
- Madame Kaudels Gardinenpredigten von Douglas Jerrold: Übersetzung Friedrich Gerstäcker; Sprecher: Heidi Kabel, Walter Gross (1970)